# Jocelyn Brown
Jocelyn Lorette Brown (Kinston, 25 de noviembre de 1950), a veces acreditada como Jocelyn Shaw es una cantante estadounidense de rock & blues y de música de baile. A pesar de tener solo un Billboard Hot 100 chart, tiene una extensa carrera en la Industria musical y es bien conocida en el mundo de la música dance.

## Biografía

### Juventud y experiencias musicales iniciales
Brown nació en Kinston, Carolina del Norte, en una familia de tradición musical. Su tía, Barbara Roy, era cantante en un grupo femenino llamado 'Ecstasy, Passion and Pain' junto a su madre, dos tías, una prima y su abuela. Comenzó cantando Gospel en una iglesia de Brooklyn y llegó a ser solista en la iglesia de su tío en Washington D. C.. Poco después lo dejó para cantar en una banda local de Nueva York de funk y música disco llamada 'Machine'.

### Carrera musical
Brown desarrolló su carrera musical a finales de los años 1970s cantando coros en grupos creados por sellos discográficos como 'Revanche', 'Musique', 'Inner Life', 'Disco Tex and His Sex-O-Lettes', 'Cerrone', 'Bad Girls', 'Chic', y 'Change', y posteriormente con 'Salsoul Orchestra', 'Soiree' o 'Dazzle' en 1979.
En 1980, apareció en la película de Bette Midler Locura Divina (Divine Madness) como "Harlette" junto con Ula Hedwig y Diva Grey.
En 1984, Brown realizó un número de sencillos con su propio nombre, incluyendo "Somebody Else's Guy" que ella coescribió (en 1997 CeCe Peniston realizó un cover), el cual logró #2 en la Billboard R&B Singles chart (#75 en el Hot 100) y fue la pista que dio título a su primer álbum (una recopilación de temas de su carrera hasta la fecha), publicado ese mismo año. A pesar de que grabó otro hit dos años más tarde titulado "Love's Gonna Get You", su carrera de solista nunca despegó y continuó cantando en grabaciones de otros artistas. Fue vocalista de apoyo de Boy George , cantante de Culture Club, en 1985 y apareció en el álbum del grupo de 1986 "From Luxury to Heartache". En 1987, coescribió con Boy George "Keep Me In Mind".
En 1990, el grupo Snap! sampleó la frase "I've got the power" de su tema de 1986 "Love's Gonna Get You" para su hit, "The Power". Un año después apareció en el tema de Right Said Fred, "Don't Talk Just Kiss" y en el de Raúl Orellana, "Gypsy ryhthm". Ha colaborado también con el grupo de funk y soul Incognito, siendo la voz principal del exitoso álbum de 1991 "inside Life".  
Tiene más de veinte hits en el Hot Dance Music/Club Play chart, cuatro de los cuales fueron número uno (sin incluir dos #1 a finales de los 1970s como vocalista invitada de la banda de Patrick Adams, Musique). Hoy en día continúa grabando música house y tiene hits en el siglo XXI. 

## Discografía

### Álbumes
- 1984: Somebody Else's Guy
- 1987: One from the Heart
- 1995: Jocelyn's Classic R&B Mastercuts (Japan only, as "Serious featuring Jocelyn Brown")
- 1995: Jocelyn's Classic Reggae Mastercuts (Japan only, as "Serious featuring Jocelyn Brown")
- 2006: Unreleased
- 2006: Circles (Japan only)
- 2010: True Praise

### Sencillos
| Year                         | Single | Peak chart position | Peak chart position | Peak chart position | Peak chart position | Peak chart position | Peak chart position | Peak chart position | Peak chart position | Peak chart position | Peak chart position | Peak chart position | Peak chart position | Peak chart position |
| Year                         | Single | US 100              | US Dance            | US R&B              | UK                  | CH                  | SE                  | IRE                 | DE                  | NL                  | NZ                  | FR                  | AT                  | AU                  |
| ---------------------------- | --- | ------------------- | ------------------- | ------------------- | ------------------- | ------------------- | ------------------- | ------------------- | ------------------- | ------------------- | ------------------- | ------------------- | ------------------- | ------------------- |
| Unknown (likely early 1980s) | "Got You Dancing" (Karisma feat. Jocelyn Brown)                                                                                               | -                   | -                   | -                   | -                   | -                   | -                   | -                   | -                   | -                   | -                   | -                   | -                   | -                   |
| 1978                         | "Keep On Jumpin'" (vocalist for Musique) | -                   | 1                   | -                   | -                   | -                   | -                   | -                   | -                   | -                   | -                   | -                   | -                   | -                   |
| 1978                         | "In the Bush" (vocalist for Musique) | 58                  | 1                   | 29                  | 16                  | -                   | 10                  | -                   | -                   | -                   | -                   | -                   | -                   | -                   |
| 1979                         | "Walk Before You Run / You Dazzle Me!!!" (vocalist for Dazzle)                                                                                | -                   | -                   | -                   | -                   | -                   | -                   | -                   | -                   | -                   | -                   | -                   | -                   | -                   |
| 1979                         | "I'm Caught Up (In a One Night Love Affair" ( vocalist for Inner Life)                                                                        | -                   | 7                   | 22                  | -                   | -                   | -                   | -                   | -                   | -                   | -                   | -                   | -                   | -                   |
| 1980                         | "I Want to Give You Me" (vocalist for Inner Life)                                                                                             | -                   | -                   | -                   | -                   | -                   | -                   | -                   | -                   | -                   | -                   | -                   | -                   | -                   |
| 1980                         | "Sadie (She Smokes)" (Joe Bataan feat. Jocelyn Brown)                                                                                         | -                   | -                   | -                   | -                   | -                   | -                   | -                   | -                   | 33                  | -                   | -                   | -                   | -                   |
| 1980                         | "It's a Girl's Affair" (vocalist for Change)                                                                                                  | -                   | -                   | -                   | -                   | -                   | -                   | -                   | -                   | -                   | -                   | -                   | -                   | -                   |
| 1981                         | "You Are the One" (guest vocalist for Cerrone)                                                                                                | -                   | 56                  | -                   | -                   | -                   | -                   | -                   | -                   | -                   | -                   | -                   | -                   | -                   |
| 1981                         | "My Look" (guest vocalist for Cerrone) | -                   | -                   | -                   | -                   | -                   | -                   | -                   | -                   | -                   | -                   | -                   | -                   | -                   |
| 1981                         | "Letter to My Mother" (guest vocalist for Cerrone)                                                                                            | -                   | -                   | -                   | -                   | -                   | -                   | -                   | -                   | -                   | -                   | -                   | -                   | -                   |
| 1981                         | "Someone to Love" (guest vocalist for Cerrone)                                                                                                | -                   | -                   | -                   | -                   | -                   | -                   | -                   | -                   | -                   | -                   | -                   | -                   | -                   |
| 1981                         | "Hooked on You" (guest vocalist for Cerrone)                                                                                                  | -                   | -                   | -                   | -                   | -                   | -                   | -                   | -                   | -                   | -                   | -                   | -                   | -                   |
| 1981                         | "Cherry Tree" (guest vocalist for Cerrone) | -                   | -                   | -                   | -                   | -                   | -                   | -                   | -                   | -                   | -                   | -                   | -                   | -                   |
| 1981                         | "Took Me So Long" (guest vocalist for Cerrone)                                                                                                | -                   | -                   | -                   | -                   | -                   | -                   | -                   | -                   | -                   | -                   | -                   | -                   | -                   |
| 1981                         | "Ain't No Mountain High Enough" (vocalist for Inner Life)                                                                                     | -                   | 20                  | -                   | -                   | -                   | -                   | -                   | -                   | -                   | -                   | -                   | -                   | -                   |
| 1981                         | "(Knock Out) Let's Go Another Round / Live It Up" (vocalist for Inner Life)                                                                   | -                   | -                   | -                   | -                   | -                   | -                   | -                   | -                   | -                   | -                   | -                   | -                   | -                   |
| 1981                         | "If I Can't Have Your Love" (Jocelyn Brown)                                                                                                   | -                   | -                   | -                   | -                   | -                   | -                   | -                   | -                   | -                   | -                   | -                   | -                   | -                   |
| 1982                         | "Take Some Time Out (for Love)" (Salsoul Orchestra feat. Jocelyn Brown)                                                                       | -                   | 46                  | -                   | -                   | -                   | -                   | -                   | -                   | -                   | -                   | -                   | -                   | -                   |
| 1982                         | "Moment of My Life" (vocalist for Inner Life)                                                                                                 | -                   | 15                  | -                   | -                   | -                   | -                   | -                   | -                   | -                   | -                   | -                   | -                   | -                   |
| 1982                         | "I Like It Like That" (vocalist for Inner Life)                                                                                               | -                   | 40                  | -                   | -                   | -                   | -                   | -                   | -                   | -                   | -                   | -                   | -                   | -                   |
| 1983                         | "No Way" (vocalist for Inner Life) | -                   | -                   | 93                  | -                   | -                   | -                   | -                   | -                   | -                   | -                   | -                   | -                   | -                   |
| 1984                         | "Let's Change It Up" (vocalist for Inner Life)                                                                                                | -                   | -                   | -                   | -                   | -                   | -                   | -                   | -                   | -                   | -                   | -                   | -                   | -                   |
| 1984                         | "Too Through" (Jocelyn Brown with The Bad Girls)                                                                                              | -                   | -                   | -                   | -                   | -                   | -                   | -                   | -                   | -                   | -                   | -                   | -                   | -                   |
| 1984                         | "Hands Off" (Jocelyn Brown) | -                   | 53                  | -                   | -                   | -                   | -                   | -                   | -                   | -                   | -                   | -                   | -                   |                     |
| 1984                         | "I'm Gonna Make It to the Top / It's You" (Jocelyn Brown)                                                                                     | -                   | -                   | -                   | -                   | -                   | -                   | -                   | -                   | -                   | -                   | -                   | -                   | -                   |
| 1984                         | "Somebody Else's Guy" (Jocelyn Brown) | 75                  | 13                  | 2                   | 13                  | -                   | -                   | 16                  | -                   | 31                  | 33                  | -                   | -                   | -                   |
| 1984                         | "I Wish You Would" (Jocelyn Brown) | -                   | 51                  | 49                  | 51                  | -                   | -                   | -                   | -                   | -                   | -                   | -                   | -                   | -                   |
| 1984                         | "Picking Up Promises" (Jocelyn Brown) | -                   | -                   | -                   | -                   | -                   | -                   | -                   | -                   | -                   | -                   | -                   | -                   | -                   |
| 1984                         | "So in Love" (Raven feat. Jocelyn Brown) | -                   | -                   | -                   | -                   | -                   | -                   | -                   | -                   | -                   | -                   | -                   | -                   | -                   |
| 1985                         | "Love's Gonna Get You" (Jocelyn Brown) | -                   | 1                   | 38                  | 70                  | -                   | -                   | -                   | -                   | -                   | -                   | -                   | -                   | -                   |
| 1986                         | "Your Love" (vocalist for Inner Life) | -                   | -                   | -                   | -                   | -                   | -                   | -                   | -                   | -                   | -                   | -                   | -                   | -                   |
| 1987                         | "Caught in the Act" (Jocelyn Brown) | -                   | -                   | 94                  | -                   | -                   | -                   | -                   | -                   | -                   | -                   | -                   | -                   | -                   |
| 1987                         | "Whatever Satisfies You" (Jocelyn Brown) | -                   | -                   | 72                  | -                   | -                   | -                   | -                   | -                   | -                   | -                   | -                   | -                   | -                   |
| 1987                         | "Ego Maniac" (Jocelyn Brown) | -                   | 5                   | 38                  | 82                  | -                   | -                   | -                   | -                   | -                   | -                   | -                   | -                   | -                   |
| 1988                         | "R-U-Lonely" (Jocelyn Brown) | -                   | -                   | 32                  | -                   | -                   | -                   | -                   | -                   | -                   | -                   | -                   | -                   | -                   |
| 1989                         | "Mysterious" (Phil Edwards feat. Jocelyn Brown)                                                                                               | -                   | -                   | -                   | -                   | -                   | -                   | -                   | -                   | -                   | -                   | -                   | -                   | -                   |
| 1990                         | "Freedom" (Jocelyn Brown) | -                   | -                   | -                   | 83                  | -                   | -                   | -                   | -                   | -                   | -                   | -                   | -                   | -                   |
| 1990                         | "Feel Like Making Love" (Heatwave feat. Jocelyn Brown)                                                                                        | -                   | -                   | -                   | 90                  | -                   | -                   | -                   | -                   | 45                  | -                   | -                   | -                   | -                   |
| 1990                         | "Turn Out the Lights" (Jocelyn Brown & Oliver Cheatham)                                                                                       | -                   | -                   | 70                  | -                   | -                   | -                   | -                   | -                   | -                   | -                   | -                   | -                   | -                   |
| 1991                         | "Mindbuster" (Jocelyn Brown & Oliver Cheatham)                                                                                                | -                   | -                   | -                   | -                   | -                   | -                   | -                   | -                   | -                   | -                   | -                   | -                   | -                   |
| 1991                         | "Gypsy Rhythm" (Raúl Orellana feat. Jocelyn Brown)                                                                                            | -                   | -                   | -                   | -                   | -                   | -                   | -                   | -                   | 8                   | -                   | -                   | -                   | -                   |
| 1991                         | "Always There" (vocalist for Incognito) | -                   | 31                  | 33                  | 6                   | 8                   | 19                  | 25                  | 20                  | 2                   | -                   | 48                  | -                   | -                   |
| 1991                         | "Got to Get Away" (Off-Shore feat. Jocelyn Brown)                                                                                             | -                   | -                   | -                   | -                   | -                   | -                   | -                   | -                   | -                   | -                   | -                   | -                   | -                   |
| 1991                         | "I Wanna Know What Love Is" (Jocelyn Brown feat. Voodoo Possee)                                                                               | -                   | -                   | -                   | -                   | -                   | -                   | -                   | -                   | -                   | -                   | -                   | -                   | -                   |
| 1991                         | "Don't Talk Just Kiss" (Right Said Fred feat. Jocelyn Brown)                                                                                  | 76                  | 8                   | -                   | 3                   | 7                   | 4                   | 8                   | 2                   | 3                   | 16                  | -                   | 5                   | 18                  |
| 1991                         | "She Got Soul" (Jamestown feat. Jocelyn Brown)                                                                                                | -                   | -                   | -                   | 57                  | -                   | -                   | -                   | -                   | 26                  | -                   | -                   | -                   | -                   |
| 1992                         | "My Son Will Get You" (Raúl Orellana feat. Jocelyn Brown)                                                                                     | -                   | -                   | -                   | -                   | -                   | -                   | -                   | -                   | -                   | -                   | -                   | -                   | -                   |
| 1992                         | "Take Me Up" (Sonic Surfers feat. Jocelyn Brown)                                                                                              | -                   | -                   | -                   | 61                  | -                   | -                   | -                   | -                   | 10                  | -                   | -                   | -                   | -                   |
| 1992                         | "Got Me Dancin" (Charismatic feat. Jocelyn Brown)                                                                                             | -                   | -                   | -                   | -                   | -                   | -                   | -                   | -                   | -                   | -                   | -                   | -                   | -                   |
| 1993                         | "Permanent Love" (Jason Rebello feat. Jocelyn Brown)                                                                                          | -                   | -                   | -                   | 81                  | -                   | -                   | -                   | -                   | -                   | -                   | -                   | -                   | -                   |
| 1993                         | "Magic Man (Abracadabra)" (KC Flightt feat. Jocelyn Brown)                                                                                    | -                   | -                   | -                   | -                   | -                   | -                   | -                   | -                   | -                   | -                   | -                   | -                   | -                   |
| 1993                         | "Can't Stop the Rhythm" (Masters At Work feat. Jocelyn Brown)                                                                                 | -                   | -                   | -                   | -                   | -                   | -                   | -                   | -                   | -                   | -                   | -                   | -                   | -                   |
| 1994                         | "No More Tears (Enough Is Enough)" (Kym Mazelle & Jocelyn Brown)                                                                              | -                   | -                   | -                   | 13                  | -                   | -                   | 19                  | -                   | -                   | -                   | -                   | -                   | 48                  |
| 1994                         | "Gimme All Your Lovin'" (Jocelyn Brown & Kym Mazelle)                                                                                         | -                   | -                   | -                   | 22                  | -                   | -                   | -                   | -                   | -                   | -                   | -                   | -                   | -                   |
| 1995                         | "Black Skinned, Blue Eyed Boy" (B-Project feat. Jocelyn Brown)                                                                                | -                   | -                   | -                   | -                   | -                   | -                   | -                   | -                   | -                   | -                   | -                   | -                   | -                   |
| 1996                         | "Keep On Jumpin'" (Todd Terry feat. Martha Wash & Jocelyn Brown)                                                                              | -                   | 1                   | -                   | 8                   | 17                  | 56                  | -                   | -                   | 47                  | -                   | -                   | 38                  | -                   |
| 1997                         | "Somethin' Going On" (Todd Terry feat. Martha Wash & Jocelyn Brown)                                                                           | -                   | 1                   | -                   | 5                   | 28                  | 43                  | -                   | 93                  | 64                  | -                   | -                   | -                   | -                   |
| 1997                         | "It's Alright, I Feel It!" (Nuyorican Soul feat. Jocelyn Brown)                                                                               | -                   | 3                   | -                   | 26                  | -                   | -                   | -                   | -                   | -                   | -                   | -                   | -                   | -                   |
| 1997                         | "I Am the Black Gold of the Sun" (Nuyorican Soul feat. Jocelyn Brown)                                                                         | -                   | -                   | -                   | 31                  | -                   | -                   | -                   | -                   | -                   | -                   | -                   | -                   | -                   |
| 1997                         | "Special Love" (Jestofunk feat. Jocelyn Brown)                                                                                                | -                   | -                   | -                   | -                   | -                   | -                   | -                   | -                   | -                   | -                   | -                   | -                   | -                   |
| 1997                         | "Happiness" (Kamasutra feat. Jocelyn Brown)                                                                                                   | -                   | 5                   | -                   | 45                  | -                   | -                   | -                   | -                   | -                   | -                   | -                   | -                   | -                   |
| 1997                         | "Real Man" (Melodie MC feat. Jocelyn Brown)                                                                                                   | -                   | -                   | -                   | -                   | -                   | 19                  | -                   | -                   | -                   | -                   | -                   | -                   | -                   |
| 1997                         | "Give Me Back Your Love" (Melodie MC feat. Jocelyn Brown)                                                                                     | -                   | -                   | -                   | -                   | -                   | -                   | -                   | -                   | -                   | -                   | -                   | -                   | -                   |
| 1997                         | "Embrace the Power" (Melodie MC feat. Jocelyn Brown)                                                                                          | -                   | -                   | -                   | -                   | -                   | 51                  | -                   | -                   | -                   | -                   | -                   | -                   | -                   |
| 1997                         | "Free" (A.K. Soul feat. Jocelyn Brown) | -                   | -                   | -                   | -                   | -                   | -                   | -                   | -                   | -                   | -                   | -                   | -                   | -                   |
| 1998                         | "Ain't No Mountain High Enough" (Jocelyn Brown)                                                                                               | -                   | 36                  | -                   | 35                  | -                   | -                   | -                   | -                   | -                   | -                   | -                   | -                   | -                   |
| 1998                         | "Fun" (Da Mob feat. Jocelyn Brown) | -                   | 1                   | -                   | 33                  | -                   | -                   | -                   | -                   | -                   | -                   | -                   | -                   | -                   |
| 1998                         | "Show You Love" (A.K. Soul feat. Jocelyn Brown)                                                                                               | -                   | 21                  | -                   | -                   | -                   | -                   | -                   | -                   | -                   | -                   | -                   | -                   | 49                  |
| 1999                         | "I Believe" (Jamestown feat. Jocelyn Brown)                                                                                                   | -                   | -                   | -                   | 62                  | -                   | -                   | -                   | -                   | -                   | -                   | -                   | -                   | -                   |
| 1999                         | "It's All Good" (Da Mob feat. Jocelyn Brown)                                                                                                  | -                   | -                   | -                   | 54                  | -                   | -                   | -                   | -                   | -                   | -                   | -                   | -                   | -                   |
| 1999                         | "Nights Over Egypt" (Incognito feat. Maysa Leak & Jocelyn Brown)                                                                              | -                   | 38                  | -                   | 56                  | -                   | -                   | -                   | -                   | -                   | -                   | -                   | -                   | -                   |
| 1999                         | "Believe" (Ministers De-La-Funk feat. Jocelyn Brown)                                                                                          | -                   | -                   | -                   | 42                  | -                   | -                   | -                   | -                   | -                   | -                   | -                   | -                   | -                   |
| 2000                         | "Stand Up" (Magic Cucumbers feat. Jocelyn Brown & Connie Harvey)                                                                              | -                   | -                   | -                   | -                   | -                   | -                   | -                   | -                   | -                   | -                   | -                   | -                   | -                   |
| 2001                         | "Goodlife" (Brown & Brown as Jocelyn Brown & Karl Brown )                                                                                     | -                   | -                   | -                   | -                   | -                   | -                   | -                   | -                   | -                   | -                   | -                   | -                   | -                   |
| 2002                         | "Suspicious" (Stitch feat. Jocelyn Brown) | -                   | -                   | -                   | -                   | -                   | -                   | -                   | -                   | -                   | -                   | -                   | -                   | -                   |
| 2002                         | "I'm a Woman" (Cassius and Jocelyn Brown) | -                   | -                   | -                   | -                   | 63                  | -                   | -                   | -                   | -                   | -                   | -                   | -                   | -                   |
| 2002                         | "That's How Good Your Love Is" (Il Padrinos feat. Jocelyn Brown)                                                                              | -                   | -                   | -                   | 54                  | -                   | -                   | -                   | -                   | -                   | -                   | -                   | -                   | -                   |
| 2002                         | "Monday, Tuesday... Laissez-moi danser" (2005 remix of Dalida song by Cerrone, samples Jocelyn Brown vocal from 1981 track "Took Me So Long") | -                   | -                   | -                   | -                   | -                   | -                   | -                   | -                   | -                   | -                   | -                   | -                   | -                   |
| 2003                         | "A Better World" (AgeHa feat. Jocelyn Brown & Loleatta Holloway)                                                                              | -                   | -                   | -                   | -                   | -                   | -                   | -                   | -                   | -                   | -                   | -                   | -                   | -                   |
| 2003                         | "Hold Me Up" (Glory feat. Jocelyn Brown) | -                   | -                   | -                   | -                   | -                   | -                   | -                   | -                   | -                   | -                   | -                   | -                   | -                   |
| 2004                         | "Riding on the Wings" (Motiv 8 feat. Jocelyn Brown)                                                                                           | -                   | -                   | -                   | 44                  | -                   | -                   | -                   | -                   | -                   | -                   | -                   | -                   | -                   |
| 2005                         | "Beautiful Day" (Hardage feat. Jocelyn Brown)                                                                                                 | -                   | -                   | -                   | -                   | -                   | -                   | -                   | -                   | -                   | -                   | -                   | -                   | -                   |
| 2007                         | "I Just Wanna Make Love to You" (Population feat. Jocelyn Brown)                                                                              | -                   | -                   | -                   | -                   | -                   | -                   | -                   | -                   | -                   | -                   | -                   | -                   | -                   |
| 2007                         | "I Don't Want You Anymore" (Noferini & Kortezman feat. Jocelyn Brown)                                                                         | -                   | -                   | -                   | -                   | -                   | -                   | -                   | -                   | -                   | -                   | -                   | -                   | -                   |
| 2007                         | "All About the Music" (The AllStars Collective feat. Jocelyn Brown)                                                                           | -                   | -                   | -                   | -                   | -                   | -                   | -                   | -                   | -                   | -                   | -                   | -                   | -                   |
| 2008                         | "The Lollipop" (Delicious Allstars feat. Jocelyn Brown)                                                                                       | -                   | -                   | -                   | -                   | -                   | -                   | -                   | -                   | -                   | -                   | -                   | -                   | -                   |
| 2009                         | "Love Alibi" (Camboso feat. Jocelyn Brown) | -                   | -                   | -                   | -                   | -                   | -                   | -                   | -                   | -                   | -                   | -                   | -                   | -                   |
| 2010                         | "Set Me Free" (Blame feat. Jocelyn Brown) | -                   | -                   | -                   | -                   | -                   | -                   | -                   | -                   | -                   | -                   | -                   | -                   | -                   |
| 2011                         | "In the Middle" (Jocelyn Brown & Soulpersona)                                                                                                 | -                   | -                   | -                   | -                   | -                   | -                   | -                   | -                   | -                   | -                   | -                   | -                   | -                   |